# Malla poligonal

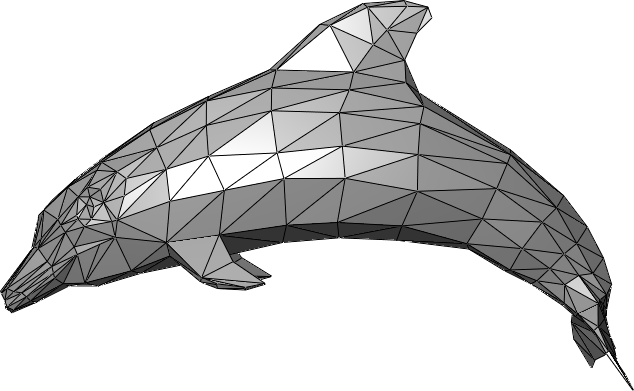
Ejemplo de una malla triangular representando un delfín.

Una malla poligonal (del inglés: polymesh o mesh) es una superficie creada mediante un método tridimensional generado por sistemas de vértices posicionados en un espacio virtual con datos de coordenadas propios.

## Características
Existen diversos sistemas y algoritmos de creación. Una malla se construye a partir de un mínimo de 3 vértices llamada cara que es la unidad básica de todo polígono tridimensional.
Las reglas del modelado tridimensional usan de 4 vértices (quads, poly) a más de 4 (poly) vértices para un efectivo control de superficies, ocultando la arista media de un polígono de 4 vértices aunque en realidad este se componga de dos caras de tres vértices cada una.
Este sistema se ha hecho popular debido al uso de la subdivisión que genera superficies fluidas y orgánicas imitando las NURBS que son otro sistema de generación de superficies no poligonales.

## Niveles de complejidad
- Low-Poly: Traducido como "Polígonos bajos" son modelos que su composición de polígonos es baja lo cual es probable que el modelo tenga un muy mal detalle y no se obtenga un resultado favorable. Estos modelos se usan para optimizar el rendimiento del videojuego y el "Low-Poly" es efectivo en modelos que no requieren mucho detalle (Ej, una caja o un jabón)

- Mid-Poly: Traducido como "Polígonos medios" son modelos que su composición de polígonos es media y logran dar mejor detalle que los "Low-Poly" aunque su velocidad de procesamiento es más tardada. Estos modelos son más usados para modelos que requieren un poco más de detalle (Ej, Un arma, una casa)

- High-Poly: Traducido como "Polígonos altos" son modelos que su composición de polígonos es alta y llegan a dar un detalle magnífico pero su procesamiento es más complejo y tiende a ralentizar el ordenador, dependiendo de la potencia con que el hardware de la computadora o consola cuente. Estos modelos son usados para modelos que precisan de un buen grado de detalle (Ej Un personaje, un vehículo).